# Johann Ignaz Seuffert
Johann Ignaz Seuffert (* 1. August 1728 in Würzburg; † 4. Februar 1807 in Kirrweiler (Pfalz)) war ein deutscher Orgelbauer.

## Leben und Werk
Johann Ignaz Seuffert war der älteste Sohn des berühmten Würzburger Orgelbauers Johann Philipp Seuffert und seiner Frau Anna Magdalena geb. Hillenbrand. Er erlernte den Orgelbau in Lothringen und war zunächst in Nancy bei Nicolas Dupont tätig. Anschließend siedelte er nach Offenburg über, wo er 1759 Bürger wurde, und arbeitete mit seinem Schüler Johann Ferdinand Balthasar Stieffell zusammen. 1767 zog er nach Rastatt um. Während im Jahr 1768 sein jüngerer Bruder Franz Ignaz Seuffert den väterlichen Betrieb in Würzburg übernahm, trennte sich Johann Ignaz Seuffert im selben Jahr von Stieffel und eröffnete in Kirrweiler in der Vorderpfalz als „Fürstlich Speyerischer Landorgelmacher“ eine Werkstatt.
Die Orgeln der Brüder Seuffert gleichen sich zunächst äußerlich und vom Klangkonzept sehr. Später passt sich Johann Ignaz Seuffert dem oberrheinisch-französischen Stil an und baut keine Spitztürme mehr. Charakteristisch für seine Bauweise ist das eng mensurierte Register Piffara, ein Schwebesalizional, das er mit Stieffell ab 1750 in Baden einführte.
Die Pfälzer Linie der Orgelbauerfamilie Seuffert wurde von seinem Sohn Franz Seuffert (* 17. Januar 1773 in Kirrweiler; † 20. August 1855 ebenda) und anschließend vom Enkel Johann Franz Seuffert (* 4. September 1814 in Kirrweiler; † 14. Februar 1887 ebenda) fortgeführt. Hier wurden bis etwa 1850 zahlreiche Orgelneubauten geschaffen. Aufgrund der überregionalen Konkurrenz im Orgelbau und der Verlagerung des bürgerlichen Interesses auf den Klavierbau führte die Kirrweiler Werkstatt nur noch Reparaturen und Wartungsarbeiten durch.

## Werke (Auswahl)
Von Johann Ignaz Seuffert sind um die 30 Orgelneubauten nachgewiesen, von denen einige (in veränderter Form) erhalten sind.
Die Größe der Instrumente wird in der fünften Spalte durch die Anzahl der Manuale und die Anzahl der klingenden Register in der sechsten Spalte angezeigt. Ein großes „P“ steht für ein selbstständiges Pedal. Eine Kursivierung zeigt an, dass die betreffende Orgel nicht mehr erhalten ist oder lediglich noch der Prospekt aus der Werkstatt stammt.
| Jahr      | Ort                          | Gebäude                            | Bild | Manuale | Register | Bemerkungen                                                                                             |
| --------- | ---------------------------- | ---------------------------------- | ---- | ------- | -------- | --- |
| 1754      | Bad Langenbrücken            | St. Vitus                          |      | I/P     | 14       | Der Neubau von Karl Göckel (1992) integriert die wenigen erhaltenen Seuffert-Register und den Prospekt. |
| 1755      | Ettlingen                    | St. Martin                         |      | II/P    | 15       | nicht erhalten                                                                                          |
| 1760      | Neckarau                     | St. Jakobus                        |      | I/P     | 11       | 1887 an die Marienkirche (Lauda) verkauft, wo der Prospekt erhalten ist.                                |
| 1762      | Offenburg                    | Heilig-Kreuz-Kirche                |      | I/P     |          | Rückpositiv 1784 von Stieffell ergänzt; Gehäuse erhalten                                                |
| 1764      | Alsheim                      | Mariä Himmelfahrt                  |      | I/P     | 14       | 2018 restauriert durch Orgelbau Vleugels                                                                |
| 1765      | Rastatt                      | Schloss Rastatt, Schlosskirche     |      | I/P     | 12       | zusammen mit Ferdinand Stieffell; erhalten                                                              |
| 1771      | Frankenthal                  | Dreifaltigkeitskirche              |      | II/P    | 16       | nicht erhalten                                                                                          |
| 1771      | Eppstein                     | St. Cyriakus                       |      | I/P     | 11       | Ende des 19. Jh.s nach Einselthum verkauft, seit 1997 wieder in Eppstein; weitgehend erhalten           |
| 1771      | Oberhochstadt                | St. Georg                          |      |         |          | nicht erhalten                                                                                          |
| 1772      | Landau in der Pfalz          | Stiftskirche                       |      | I/P     | 19       | Prospekt erhalten                                                                                       |
| 1779–1780 | Worms-Abenheim               | St. Bonifatius                     |      | I/P     | 17       | um 1900 verbrannt                                                                                       |
| 1780      | Königsbach an der Weinstraße | St. Johannes Baptist und Sebastian |      |         |          | nicht erhalten                                                                                          |
| 1782      | Heiligenstein                | St. Sigismund                      |      | I/P     | 14       | 1812 nach Kriegsbeschädigungen durch Franz Seuffert erneuert, mehrfach umdisponiert erhalten            |
| 1782      | Freimersheim                 | Ev. Kirche                         |      |         |          | nicht erhalten                                                                                          |
| 1784      | Mengen                       | Ev. Kirche                         |      | I/P     | 13       | ursprünglich vermutlich für Ulm (Renchen) gebaut und 1880 nach Mengen umgesetzt.                        |
| 1786      | Mörlheim                     | Kath. Kirche                       |      | I/P     | 10       | weitgehend erhalten                                                                                     |
| 1785      | Durmersheim                  | Maria Bickesheim                   |      |         |          | nicht erhalten                                                                                          |
| 1788      | Rheinsheim                   | St. Vitus                          |      | I/P     | 14       | 1893 nach Mechtersheim verkauft, seit 1968 Prospekt in der Stiftskirche Neustadt als Fassade erhalten   |
| 1792      | Dahn                         | St. Laurentius                     |      | I/P     | 17       | im 19. Jh. um ein Hinterwerk erweitert; 1928 ersetzt                                                    |
| 18. Jh.   | Insheim                      | Ev. Kirche                         |      | I/P     | 13       | erhalten                                                                                                |